# Atsede Habtamu
Atsede Habtamu (26 oktober 1987) is een Ethiopische atlete, die is gespecialiseerd in de marathon.

## Biografie
Haar eerste succes boekte ze in 2008 met het winnen van de halve marathon van Nice. Een jaar later verbaasde ze vriend en vijand door in een persoonlijke besttijd de marathon van Berlijn te winnen. In 2010 won ze de marathon van Eindhoven in een nieuw parcoursrecord van 2:25.36.

## Persoonlijke records
| Onderdeel      | Prestatie | Datum             | Plaats    |
| -------------- | --------- | ----------------- | --------- |
| 10 km          | 31.28     | 9 november 2008   | New Delhi |
| 15 km          | 48.10     | 14 oktober 2007   | Udine     |
| 20 km          | 1:05.01   | 14 oktober 2007   | Udine     |
| halve marathon | 1:08.29   | 14 oktober 2007   | Udine     |
| 25 km          | 1:24.39   | 10 oktober 2010   | Eindhoven |
| 30 km          | 1:41.31   | 25 september 2011 | Berlijn   |
| marathon       | 2:24.25   | 25 september 2011 | Berlijn   |

## Palmares

### 10 km
- 2007: 9e Great Ethiopian Run - 34.43,3
- 2011:  San Juan - 31.53,5
- 2011:  Great Ethiopian Run - 33.12

### 20 km
- 2007:  Ethiopische kamp. in Sulutta - 1:11.06

### halve marathon
- 2007: 5e WK in Udine - 1:08.29
- 2007:  halve marathon van New Delhi - 1:10.36
- 2008:  halve marathon van Ras al-Khaimah - 1:12.30
- 2008: 6e halve marathon van Lissabon - 1:10.45
- 2008:  halve marathon van Nice - 1:10.49
- 2008: 8e WK in Rio de Janeiro - 1:11.13
- 2008: 4e halve marathon van New Delhi - 1:09.37
- 2010: 6e halve marathon van Ras al-Khaimah - 1:08.30
- 2010:  halve marathon van Valencia - 1:09.27
- 2015: 7e halve marathon van Olomouc - 1:11.47

### marathon
- 2009:  marathon van Dubai – 2:25.17
- 2009: 7e marathon van Boston – 2:35.34
- 2009:  marathon van Berlijn – 2:24.47
- 2010: 10e marathon van Londen - 2:31.41
- 2010:  marathon van Eindhoven – 2:25.35
- 2011: 4e marathon van Dubai – 2:24.26
- 2011:  marathon van Daegu – 2:25.52
- 2011: 4e marathon van Berlijn - 2:24.25
- 2012:  marathon van Tokio - 2:25.28
- 2015: 6e Toronto Waterfront Marathon – 2:29.40
- 2016: 11e marathon van Osaka - 2:34.34